# Kaliakah
Kaliakah is een bestuurslaag in het regentschap Jembrana van de provincie Bali, Indonesië. Kaliakah telt 7510 inwoners (volkstelling 2010).